# Dänische Badmintonmeisterschaft 2005
Die Dänische Badmintonmeisterschaft 2005 fand vom 3. bis zum 6. Februar 2005 in Odense statt.

## Austragungsort
- Odense, Idrætshal, Højstrupvej 5

## Finalresultate
| Disziplin    | Sieger                               | Finalist                       | Ergebnis    |
| ------------ | ------------------------------------ | ------------------------------ | ----------- |
| Herreneinzel | Peter Gade                           | Kenneth Jonassen               | 17:14 15:9  |
| Dameneinzel  | Tine Rasmussen                       | Camilla Sørensen               | 11:5 11:2   |
| Herrendoppel | Jens Eriksen Martin Lundgaard Hansen | Jonas Rasmussen Lars Paaske    | 15:12 17:15 |
| Damendoppel  | Rikke Olsen Mette Schjoldager        | Helle Nielsen Pernille Harder  | 15:8 15:13  |
| Mixed        | Thomas Laybourn Kamilla Rytter Juhl  | Jens Eriksen Mette Schjoldager | 15:12 15:10 |